# Парнаїба
Парнаїба (порт. Rio Parnaíba) — річка північного сходу Бразилії, що протікає через штати Піауї і Мараньян.

## Географія
Витік річки знаходиться на плоскогір'ї Чапада-дас-Мангабейрас (Бразильське нагір'я) на висоті 700 м, на відстані близько 1344 км від точки впадіння в Атлантичний океан. У гирлі створює велику дельту, відому на весь світ, з близько 70 островів. Нахил русла середній від витоку до невеличкого селища Санта-Філомена, після якого зментшується до лише 17-35 см/км. Річка відома своїми пляжами, особливо на лівому березі (у штаті Мараньян).

## Притоки
Найбільші притоки Парнаїби (від витоку до гирла): Урусуй-Прету (пр.), Дас-Балсас (525 км, лів.), Гургея (пр.), Канінде (350 км, пр.), Поті (пр.), Лонга (пр.).